# Pikkelyfák
A pikkelyfák (Lepidodendrales) a korpafüvek törzsének (Lycopodiophyta), az Isoetopsida osztálynak egyik rendje.

## Jellegzetességek

### A vegetatív szervek
Ebbe a csoportba tartoznak a legmagasabb szerveződésű korpafüvek, kivétel nélkül fás szárú növények. Nevüket a törzsükön található pikkelyszerű képletekről kapták, melyek a levált mikrofillumok maradványai, az ún. levélripacsok. Minden ripacsban található egy bemélyedés, és abban egy nyelv alakú képlet a nyelvecske (ligula). Ennek feladata még ma sem egészen tisztázott, valószínűleg a törzsön lefolyó vizet fogta fel, és vezette le a tövében található edényekbe.
A pikkelyfák törzsszerkezete igen egységes volt. A fatest meglehetősen kicsi, a törzs alig egynegyedét foglalja el. Ezt övezi egy kambiumhenger, majd egy még jelentéktelenebb háncshenger. A törzs nagy részét a kéregszövet foglalja el, mely a növény egész testét támasztja. Ezt egy másik kambium hozta létre, mely a háncson kívül működött. A héjkéreg igen vastag volt. Ehhez hasonló törzsszerkezetet a mai fák körében egyáltalán nem lehet találni.
A pikkelyfák elágazásrendszere villás volt, a törzs alapjánál is villás támasztóképletek alakultak ki, melyek a föld alatt gyökerekként folytatódtak.
A pikkelyfák levélzete igen változatos: a fél cm-től az 1 m-es mikrofillumokig.

### A generatív szervek

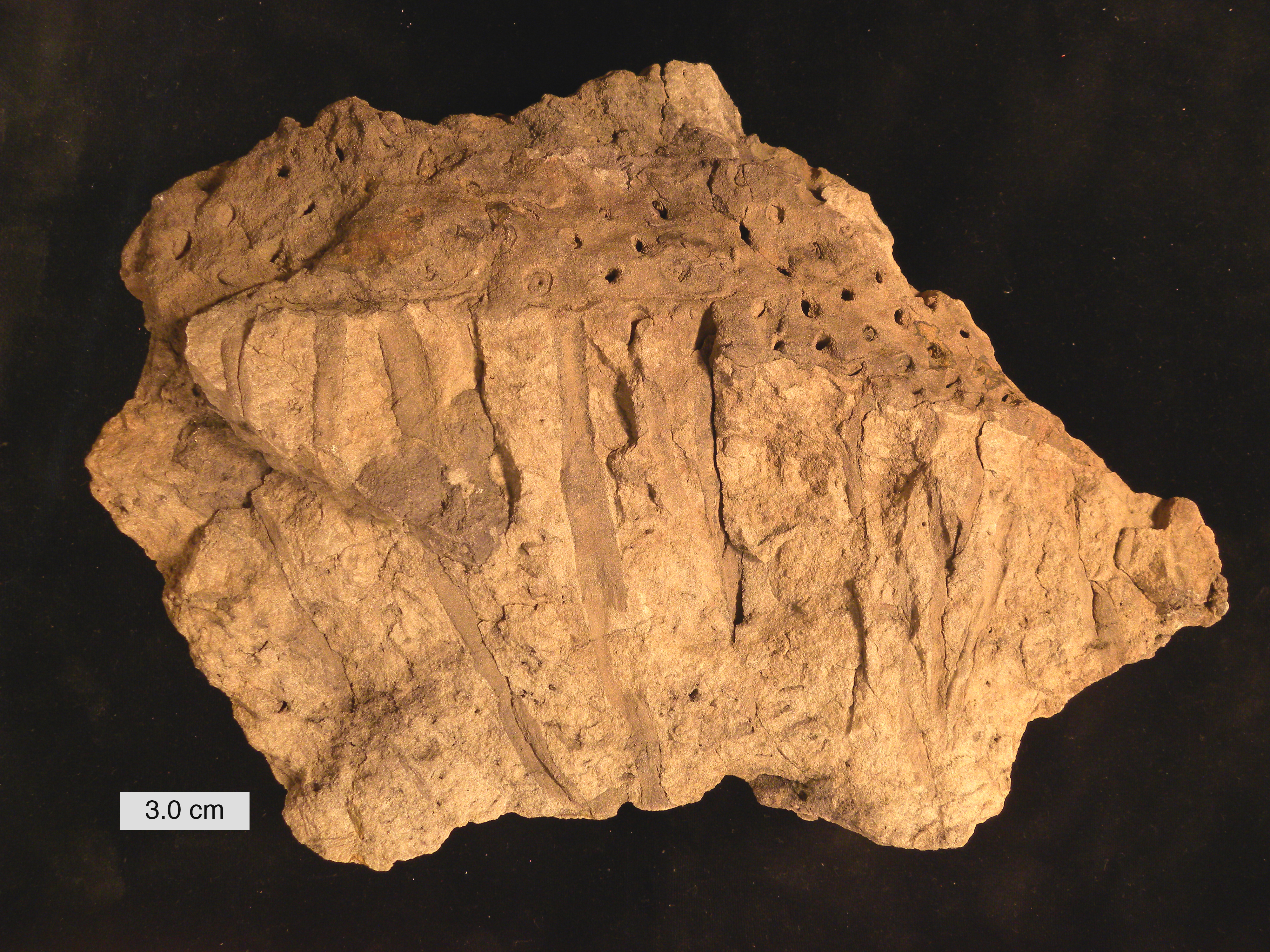

Nagyrészük heterospórás volt, a sporofillumfüzérek a mai tűlevelűek (Pinopsida) tobozaiaval analógok, ezért a szakirodalom ezeket is tobozoknak hívja (bár bennük nem mag, hanem sporangiumok képződnek). A tobozok az ágak végén csüngtek, nagyságuk az 1 m-t is elérhette (pl. pecsétfafélék).

## A pikkelyfák családjai

### Cyclostigmataceae
Egyetlen valódi nemzetségük a Cyclostigma, 14 fajjal. A felső devontól ismeretesek, az alsó karbonban valószínűleg teljesen kihaltak. A leletek alapján biztos, hogy világszerte elterjedt nemzetség volt. Ezek a fák mintegy 8 m magasak voltak, és átmenetet képeznek a Protolepidodendropsida és a pikkelyfák osztálya között. Még nincs ligula, a levélripacsok mérete elenyésző a valódi pikkelyfákhoz képest. Tobozaik az ágak csúcsán fejlődtek, mintegy 6 cm hosszúak voltak.

### Bothrodendraceae
4 nemzetséget sorolunk ide, 12 fajjal. Ezek már tekintélyes méretű fák voltak, melyek elsősorban az alsó karbonban voltak elterjedtek. Már kialakul a ligula, de gyengén fejlett. Leveleik meglehetősen aprók voltak, mintegy fél cm-nyiek. A tobozok az ágak végén csüngtek, hasonlatosak voltak az előbbi família tobozaihoz.

### Pikkelyfafélék(Lepidodendraceae)
A tipikus pikkelyfákat testesítik meg, a rend névadói. Nagyságuk elérte a 35 métert, akár 2–3 m-es törzsátmérővel. Fél méteres tobozaik az ágak végén csüngtek. Leveleik aprók voltak, 1–2 cm-es hosszúságúak. A társulások kompetítorai voltak, e mocsaras területeken éltek, bár lombozatuk xeromorf sajátosságokat mutat. Az alsó perm flórájában még megtalálhatók, majd fokozatosan kihalnak. A fennet leírtak elsősorban e családra igazak.

### Magvas pikkelyfák(Lepidocarpaceae)
A pikkelyfák a karbon korban olyan fejlettséget értek el, hogy magot termő alakjaik voltak. A női jellegű tobozban lévő makrospóra nem hagyta el a sporofillumot, hanem azon maradt, és az előtelep a spóra belsejében alakult is. A sporangium fala ránőtt a spórára, kialakítva a primitív integumentumot. A mikrospórák az integumentum csúcsán jutottak a makroprotalliumban lévő archegóniumokhoz. Tehát a makrosporangium maggá lett. A magvas pikkelyfáknak csak a tobozait ismerjük, vegetatív testüket sajnos nem. Egy nemzetség tartozik ide 8 fajjal, valamint 2 formanem.

### Pecsétfafélék(Sigillariaceae)
A pikkelyfafélék mellett a másik legjelentősebb karbonnemzetség. A törzs vagy nem ágazott el, vagy csak kétszer, legfeljebb 4-szer. A levelek akár az 1 m-t is elérhették, a törzs csúcsán egy kötegben levélüstököt alkottak. A levelek öve alatt, a törzsről csüngtek le a tekintélyes méretű tobozok (nagyobbak voltak, mint a Lepidodendraceae tobozai). A gyökérrendszer, a törzs villás elágazása nem különböztethető meg a pikkely- és pecsétfák között.

### Utó-pecsétfafélék(Pleuromeiaceae)
A pecsétfák utódainak tekinthetők, egészen az triász korig fennmaradtak. Méretük jelentős csökkenést mutat, a típusfaj Pleuromeia már csak 2 m magas volt. Az utó-pecsétfák erősen xerofitonok és sótűrők voltak, így a triász kor végéig fennmaradtak, majd letűntek. Testvércsoportjuk a ma is élő durdafüvek (Isoetopsida).